# 스트리트댄스 2: 라틴 댄스
스트리트댄스 2: 라틴 댄스(StreetDance 2)는 2010년 개봉한 영국의 댄스 영화 《스트리트댄스》의 속편으로, 2012년 개봉하였다.

## 캐스팅
- 팔크 헨첼 - Ash
- 소피아 부텔라 - Eva
- 조지 샘프슨 - Eddie